# Natalia Yúrchenko
Natalia Yúrchenko (Norilsk, Unión Soviética, 26 de enero de 1965) es una gimnasta artística rusa, tres veces campeona del mundo entre 1983 y 1985 en el concurso por equipos y la general individual, compitiendo con la Unión Soviética.

## 1983
En el Mundial de Budapest 1983 gana dos medallas de oro: en la general individual y el concurso por equipos, por delante de Rumania y Alemania del Este, siendo sus compañeras: Olga Bicherova, Tatiana Frolova, Olga Mostepanova, Natalia Ilienko y Albina Shishova.

## 1985
En el Mundial de Montreal 1985 gana el oro en el concurso por equipos, por delante de Rumania (plata) y Alemania del Este (bronce), siendo sus compañeras de equipo: Irina Baraksanova, Olga Mostepanova, Oksana Omelianchik, Yelena Shushunova y Vera Kolesnikova.